# タキゲンロクダイ
タキゲンロクダイ（滝元禄鯛、学名：Coradion altivelis）は、スズキ目チョウチョウウオ科タキゲンロクダイ属に分類される魚類の一種。種小名は「高い帆」を意味し、本種の背鰭と尻鰭の大きさに由来する。

## 形態
- 全長15cm[2]。
- 茶色と白色の縞模様[3]。
- 背鰭と尻鰭が長い[1]。

よく似た種

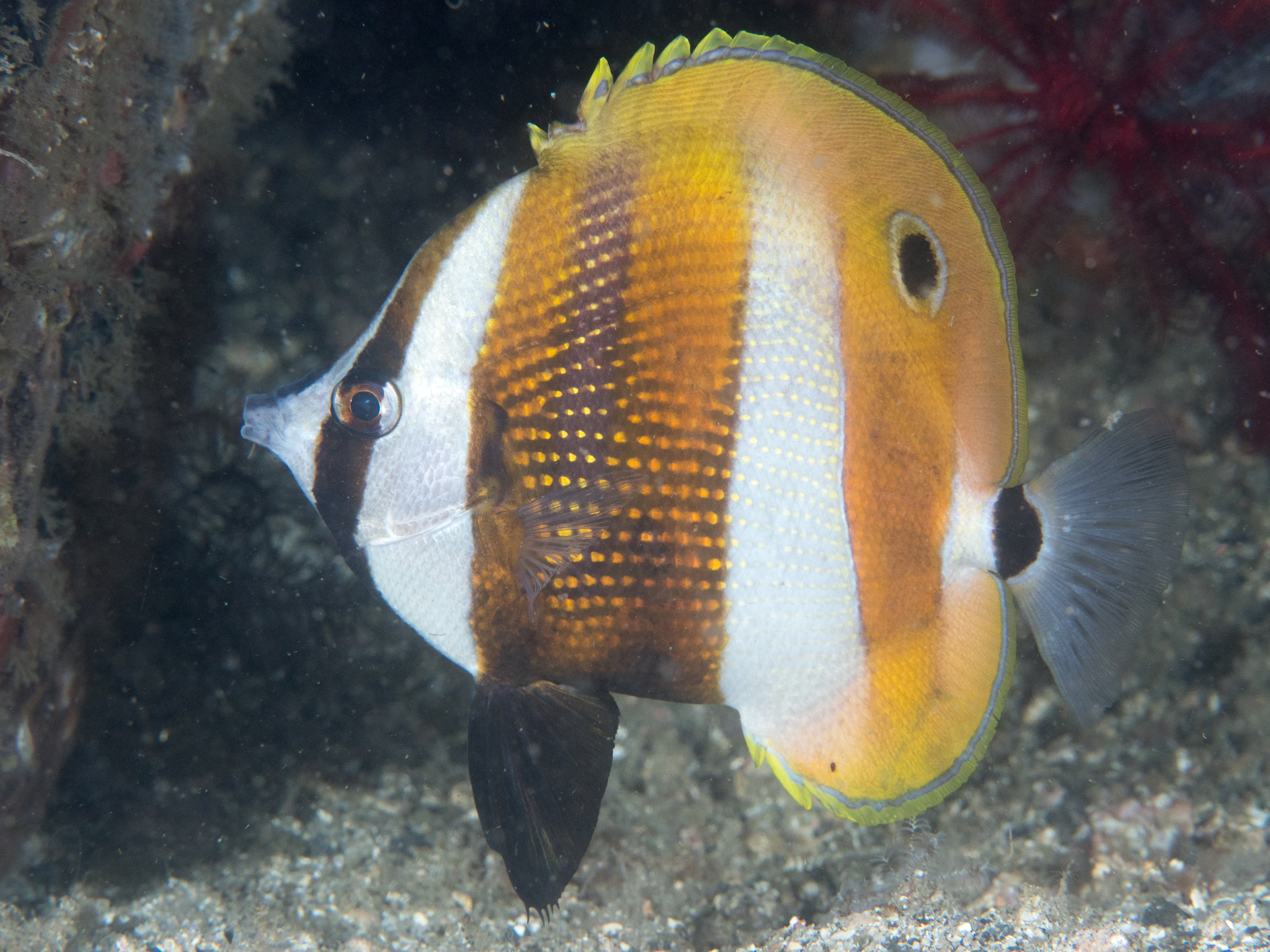
キスジゲンロクダイ

本種はキスジゲンロクダイとよく似ている。
外見上酷似しているが、
- 背鰭の眼状斑が、本種は成魚になると消失し、キスジゲンロクダイは成魚にも残る[注釈 1]。
- 目を通す茶色の帯が、本種は鰓の下まで延びず、キスジゲンロクダイは鰓より下にも延びる。

といった相違点がある。

## 生態
雑食で、主にカイメン、底生小動物などを食べる。
水深3-30mの岩礁域やサンゴ礁域に単独かペアで生息している。水深100m付近での記録もある。幼魚はミズガメカイメンのような大型のカイメンに隠れている。

## 分布
西部太平洋。シラコダイ同様、温帯にも適応する。

## 人とのかかわり
観賞魚。